# Arturo Merzario
Arturio Francesco Merzario (Chiavenna, Como, 11 de março de 1943) é um ex-automobilista italiano de Fórmula 1. Participou de 85 Grandes Prêmios, estreando no GP da Grã-Bretanha de 1972. 
Durante sua primeira temporada na Fórmula 1 em 1972 com a Ferrari, Merzario também participou da corrida de carros esportes, vencendo as provas de 1000km Spa, a Targa Florio e a Rand 9 Hour. Depois de um ano difícil com a Ferrari em 1973, ele foi para a Williams e terminou em terceiro lugar em uma corrida fora do campeonato no Brasil, mas não teve sucesso nas temporadas de 1974 e 1975. Merzario abandonou a temporada de 1975 para retornar aos carros esportes com a Alfa Romeo, vencendo quatro corridas mais a Targa Florio novamente. Voltou para fazer apenas uma apresentação no Grande Prêmio da Itália de 1975, agora pilotando um carro da equipe Copersucar. Terminou a corrida no 11º lugar.
Merzario retornou à Fórmula 1 em 1976, primeiro com a March, e depois com a Wolf, mas novamente não obteve bons resultados. Quando Merzario não encontrou vaga de piloto nas equipes da Fórmula 1, ele montou a sua própria equipe Merzario em 1977, que participou na Fórmula 1 por três anos, inicialmente com carros da March antes de construir seu próprio chassis, e mais tarde se mudou para a Fórmula 2.
Merzario é talvez mais conhecido por ter sido um dos pilotos, juntamente com Guy Edwards, Brett Lunger e Harald Ertl que salvou Niki Lauda de seu carro em chamas durante o Grande Prêmio da Alemanha de 1976.
Em seu tempo de Fórmula 1 na década de 70, ele foi frequentemente fotografado usando um chapéu de vaqueiro com a marca de patrocínio da Marlboro.